# Campo di concentramento di Eutin
Il campo di concentramento di Eutin (in tedesco KZ Eutin) fu uno tra i primi campi di concentramento nazisti in Germania, istituito nel luglio del 1933 e attivo sino al maggio 1934 a Eutin, città dello Schleswig-Holstein, in Germania.

## Storia
In Germania i campi di concentramento di Eutin e Bad Schwartau vennero istituiti nel marzo 1933 e ad Ahrensbök dall'ottobre 1933. Risalgono ai primissimi momenti successivi alla nomina di Hitler a cancelliere il 30 gennaio 1933. Dopo le elezioni statali del 29 maggio 1932, il Partito Nazionalsocialista Tedesco dei Lavoratori assunse il primo governo unico tedesco nello Stato libero di Oldenburg e nominò il leader delle SA Johann Heinrich Böhmcker presidente del governo della regione di Oldenburg presso Lubecca.
Dalla fine di luglio 1932, 50 membri delle SA vennero nominati poliziotti ausiliari e iniziarono a perseguitare gli oppositori politici del governo nazista. I primi arresti vennero registrati nella regione di Lubecca il 12 gennaio 1933. Questi primi campi ebbero una breve esistenza poiché a partire dal 1934, le SS di Heinrich Himmler presero gradualmente sotto il loro controllo tutti i campi di concentramento e ne standardizzarono ampiamente la loro struttura. In seguito i prigionieri vennero trasferiti in campi più grandi e situati in posizioni più centrali. Le informazioni relative a questi primi momenti sono lacunose e anche il campo nella piccola città di Eutin e quello nella vicina Ahrensbök non fanno eccezione. Quasi tutti i documenti di un campo provenivano dal campo stesso e con la sua chiusura i documenti andavano perduti. Gli stessi ex prigionieri per lungo tempo hanno rimosso la memoria di quei momenti. La storia del campo di concentramento di Eutin-Ahrensbök dovrebbe iniziare con la fondazione del Servizio Volontario del Lavoro, avvenuta nel 1931. Tra i suoi obiettivi si può individuare un esempio di passaggio tra le istituzioni dell'ultima fase della Repubblica di Weimar e quella del neonato Terzo Reich. Diversi ex detenuti fecero causa allo stato nazista per ottenere un risarcimento, ma con scarso successo. Anche il nome del campo non fu subito chiaramente definito, e venne chiamato anche campo di custodia protettiva, oltre che campo di concentramento.

## Descrizione
Il campo di concentramento di Eutin si trovava nella omonima cittadina dello Schleswig-Holstein, in Germania. Il campo, tra il luglio 1933 e il maggio 1934, mantenne imprigionati vari oppositori del regime nazionalsocialista in piccoli gruppi che di volta in volta variava tra le 20 e le 40 persone. In totale vi vennero rinchiusi 259 prigionieri.